# Liparis olivacea
Liparis olivacea är en orkidéart som beskrevs av John Lindley. Liparis olivacea ingår i släktet gulyxnen, och familjen orkidéer. Inga underarter finns listade i Catalogue of Life.